# Saint-Léger-la-Montagne
Saint-Léger-la-Montagne é uma comuna francesa na região administrativa da Nova Aquitânia, no departamento de Alto Vienne. Estende-se por uma área de 32,62 km². Em 2010 a comuna tinha 353 habitantes (densidade: 10,8 hab./km²).